# Чепински пролом
Чепинският пролом е пролом на Чепинска река (десен приток на Марица) в Южна България, между Западнородопските ридове Алабак на запад и северозападд и Къркария на изток и югоизток в Област Пазарджик. Свързва северозападната част на Чепинската котловина с югозападната част на Горнотракийската низина.

## Географска характеристика
Проломът е с дължина над 24 km, а средната му надморската височина е около 533 m. Проломът е антецедентен и е всечен в здрави гнайсови скали. В по-голямата си част склоновете му са отвесни с височина 50-100 m, като на места се стеснява до 20-25 m. Приточните долини са къси и с голяма денивелация. По-значимите притоци са: Ситния дол, Дълбочица, Кубово дере, Циганско дере, Орленско дере, Черешово дере, Барово дере, Лещарица и Бесничко дере. Проломът е включен в защитена зона „Яденица“, част от екологичната мрежа Натура 2000 по Директивата за опазване на природните местообитания и на дивата флора и фауна.
Започва северно от село Драгиново, на около 733 m н.в. и се насочва на север в дълбока каньоновидна долина. След около 5 km заобикаля от запад, север и североизток уединения връх Лакътска чука и рязко променя посоката си на югоизток, а след това на изток. В района на жп гара Долене има малко долинно разширение, от където завива на североизток. Тук е приблизително е средата му, а надморската му височина е около 533 m. Преминава последователно през жп спирка Цепина, Варварските минерални бани, жп спирка Марко Николов и завършва при селата Варвара и Ветрен дол, на 285 m н.в., след което навлиза в югозападната част на Горнотракийската низина.
В горната си част до жп гара Долене проломът е практически непроходим. През долната му част преминава участък от 11,5 km от второкласния Републикански път II-84 Звъничево – Велинград – Якоруда – Разлог (от km 10,5 до km 21,0)
Успоредно на шосето преминава и участък от около 13 km от трасето на теснолинейната железопътна линия Септември-Добринище., която е построена през периода 1921 – 1926 г.

## Топографска карта
- Лист от карта K-35-61. Мащаб: 1 : 100 000.

## Галерия
- Снимки от Чепинския пролом